# Holsteiner Sauerfleisch

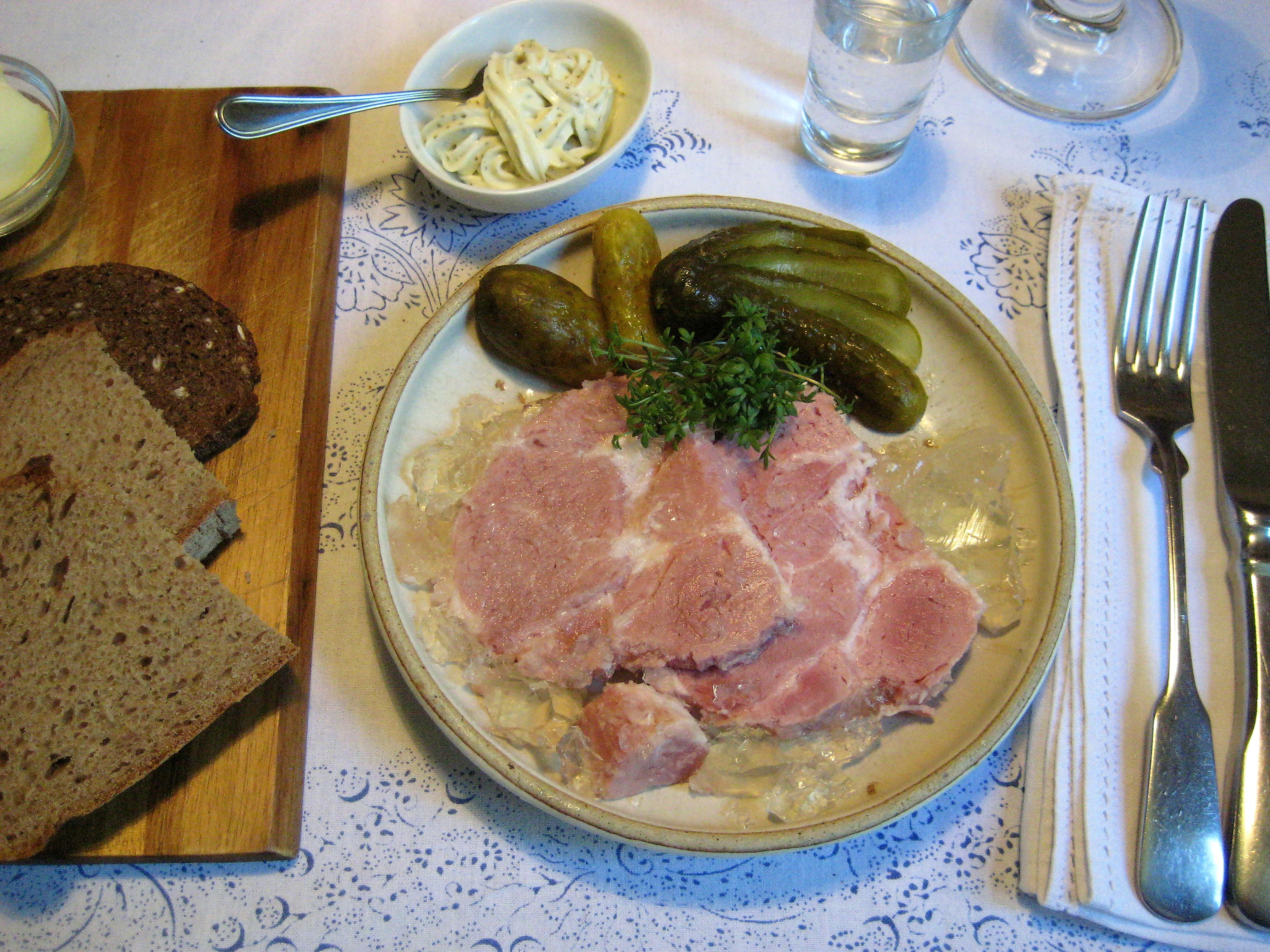
Holsteiner Sauerfleisch mit Remoulade und Saurer Gurke, hier mit Brot und Butter

Holsteiner Sauerfleisch, auch Sauerfleisch auf holsteinische Art, ist eine in Schleswig-Holstein verbreitete regionale Variante von Sauerfleisch und gilt sowohl als Spezialität der Schleswig-Holsteiner Küche als auch als traditionelles norddeutsches Sommergericht. Es wird in der Regel im Glas gelagert und ist dadurch lange haltbar; zudem „reift es im Glas nach“, indem die Säure des für die Marinade verwendeten Essigs das Bindegewebe (weiter) zersetzt und das Fleisch „besonders zart und mürbe“ macht.
Hierzu wird nicht zu mageres Schweinefleisch (meist Bauch oder Nacken) zusammen mit Gewürzen wie Lorbeer, Piment, Senfkörnern, Kümmel, Wacholderbeeren, gelegentlich auch mit Zwiebeln und Sauren Gurken, in Weißweinessig gekocht. Das fertig gegarte Fleisch wird in portionsgerechte Stücke geschnitten und wieder in den Kochsud gelegt. Nach dem Erkalten geliert die Brühe aus Essig und dem im Fleisch enthaltenen Fett, sodass das Gericht eine feste, sülzeartige Konsistenz bekommt.
Im Unterschied zur Sülze wird für Holsteiner Sauerfleisch Bauch oder Nacken vom Schwein in eher größeren Stücken verwendet. Zudem wird Sauerfleisch traditionell ohne Gelatine gekocht, inzwischen sind aber auch Rezepte mit Zugabe von Gelatine verbreitet.
Früher wurden die nur knapp gegarten und zerteilten Fleischstücke mit der Marinade in Einkochgläser eingelegt beziehungsweise abgefüllt und mussten noch im Einkochkessel eingeweckt werden, um es haltbar zu machen. Heute kommen das fertig gegarte und zerteilte Fleisch und die gewürzte Marinade direkt in sogenannte Twist-off-Gläser mit Schraubverschluss.
Holsteiner Sauerfleisch wird kalt serviert. Als Beilage werden traditionell meist Bratkartoffeln dazu gegessen, aber auch Brot und Butter. Oft werden Remoulade und Saure Gurken dazu gereicht.